# 川青線
川青線（せんせいせん、中文表記: 川青铁路）は中華人民共和国西部の四川省成都市と甘粛省蘭州市を連絡する中国国鉄の建設中の鉄道路線である。青白江～黄勝関間は営業中、黄勝関～西固城間は2025年の開通を予定している。また、途中で分岐して、西寧市に至る成西線（せいせいせん、中文表記: 成西铁路）も2020年に起工された。合作から蘭州の区間（唐尕昂〜西固城）は蘭合線とも呼ばれる。

## 概要
岷江地震断層や龍門山断層を通るため、建設は非常に困難である。旅客列車の設計最高速度は200km/hである。
当初は、黄勝関から九寨溝県を経由して、蘭渝線の哈達舗駅に接続する路線を先行して建設する予定であったが、計画変更により当該区間は取り消され、黄勝関駅から直接、合作市を経由して蘭新線と接続する路線「成蘭線」を建設することとなった。その後、唐尕昂から北西方面に分岐し、海東西にて蘭新線第二複線に接続し、西寧駅方面に至る路線「成西線」を加え、合わせて「川青線」と改名された。
本線は、中国の中長期鉄道網計画「八縦八横高速鉄道網」における「蘭（西）広通道」を構成する一部分（蘭州・成都間高速鉄道および西寧・成都間鉄道）である。
川青線は、成都側は宝成線の青白江駅および成綿楽旅客専用線の青白江東駅から西へ分岐し、南興鎮三星堆駅を経由し、鴨子河をわたって什邡市に入り、市街地の西側に什邡駅を設置、石亭江を跨いで綿竹市に入り、その市街地の南側に綿竹駅を設置する。その後、綿遠河を跨いで、綿陽市安県に入り、雎水自然保護区を抜け、全長14kmの柿子園トンネルで高川郷に入り、高川駅を設置する。そこから、躍竜門トンネルで竜門山を抜け、羊記溝大橋でアバ・チベット族チャン族自治州茂県にいたり、岷江の左岸を北上して桐寨・太平・金瓶岩などの長大トンネル群を抜け、畳渓から松坪の風景名勝地区を避けて岷江を２回跨って岷江村に到達した後、再び岷江の左岸を北上して雲昌・雲屯堡の長大トンネルを抜けて松潘県に至る。松潘では古城の風景が損なわれるのを最大限避け、そこから川主寺・黄勝関の間は連続したトンネルを抜け、岷山を抜けた後、甘粛省に入り、合作を経由して、蘭新線の西固城駅に到達する。

## 歴史
- 2011年2月26日、四川省松潘県にて着工。
- 2016年1月21日、柿子園トンネル貫通。
- 2023年11月28日、青白江東〜鎮江関が開通。[1]
- 2024年8月30日、鎮江関〜黄勝関が開通。[2]